# 関西大学化学生命工学部
関西大学化学生命工学部（かんさいだいがく かがくせいめいこうがくぶ、英称: Faculty of Chemistry, Materials and Bioengineering）は、関西大学に設置されている学部の一つ。千里山キャンパスに本部を置く。
なお、関連する大学院は同大学大学院の場合、理工学研究科に修士課程化学生命工学専攻と博士課程総合理工学専攻に関連する2分野が設けられており、合わせて紹介する。

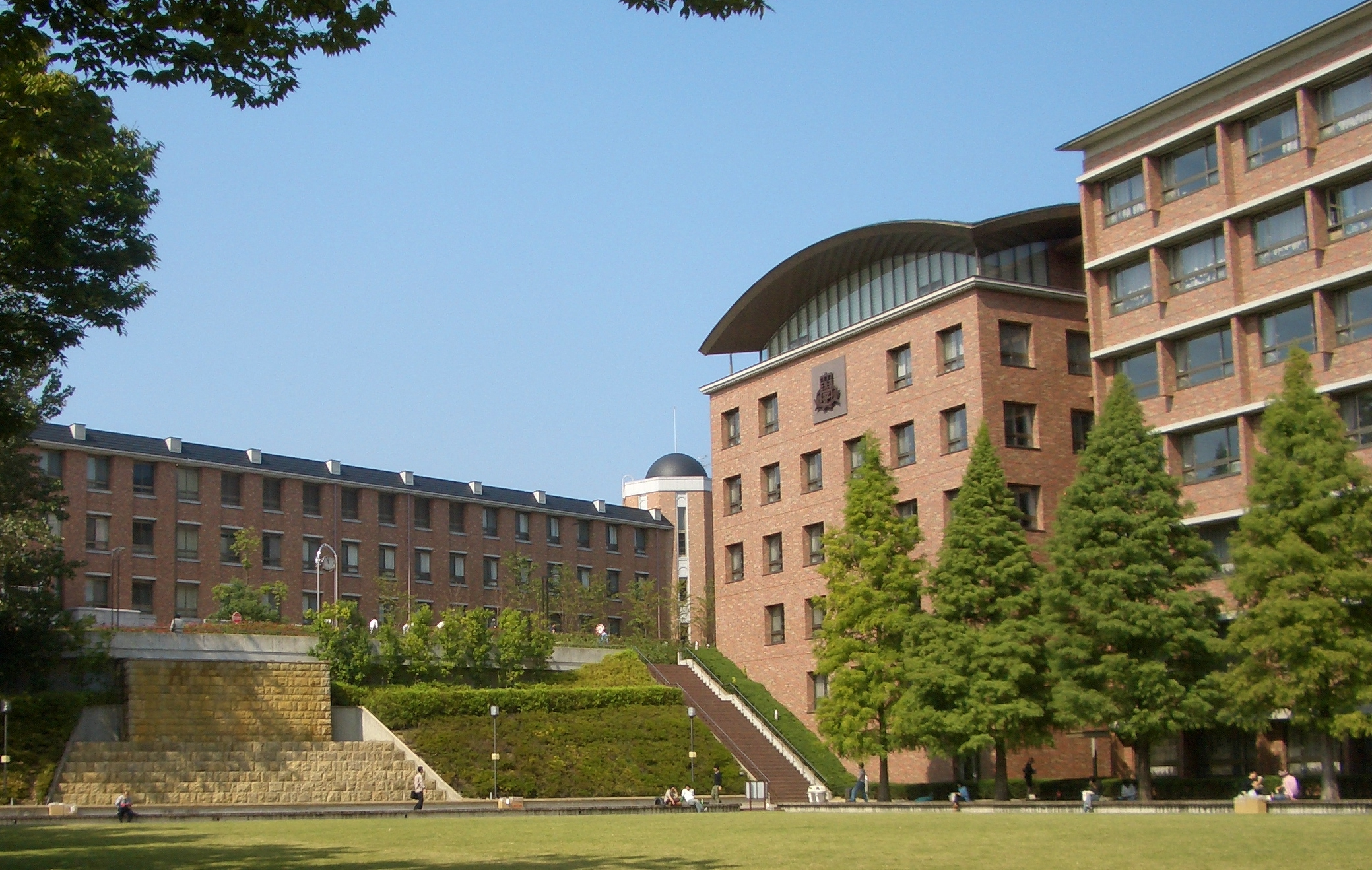
千里山キャンパス

## 概略
2007年（平成19年）に設立された関西大学化学生命工学部は、化学・生命・マテリアルをキーワードに、21世紀の「ものづくり」と「先端技術」の発展にナノテクノロジー・バイオテクノロジー・エネルギー・環境・医療などの幅広い分野に対応できる研究者・技術者の育成を目指して誕生した。化学・物質工学科と生命・生物工学科の2学科で構成される。
教育面では、化学と生命の基礎を徹底して学び、それを基に、答えのない問題に挑み、自ら実験していくアプローチ法を考え、その解を追究する力を育てる。また、学生たちの数学、物理学、化学、生物学などの科目の基礎学力向上を図るため、大学は学習支援室を開設し、授業の復習、課題、勉強方法などに関する質問にも学習支援室のスタッフが対応し、大学の講義が理解できるようフォローしている。
教員スタッフは医療材料、食品、医薬品、航空宇宙応用材料、エネルギー関連材料などの分野の研究者を招いて、授業を行っている。また、近隣の医学系大学や研究所との実践的な協同研究にも参画している。

## 沿革
- 1958年（昭和33年）

4月 - 工学部を設置（天六学舎）。経済・政治研究所を開設。
10月 - 名神高速道路の千里山通過反対運動起こる（～1962年）。
- 1959年（昭和34年）

3月 - 短期大学部廃止。
- 1960年（昭和35年）

3月 - 旧制関西大学廃止。
4月 - 工学部管理工学科を設置。
9月 - 工学部を千里山学舎に移転。
- 1961年（昭和36年）

11月 - 第1回千里祭を開催。
- 1962年（昭和37年）

3月 - 誠之館竣工。
- 1963年（昭和38年）

4月 - 工学部に機械工学第二学科、応用化学科を増設。
- 1964年（昭和39年）

3月 - 工業技術研究所を開設。
9月 - 専門図書館（千里山）開館。
- 1990年（平成2年）

4月 - 工学部に生物工学科を増設、金属工学科を材料工学科と改称。
- 1991年（平成3年）

4月 - 工学部機械工学第二学科を機械システム工学科と改称。
- 2003年（平成15年）

4月 - 工学部材料工学科を先端マテリアル工学科、土木工学科を都市環境工学科と改称。第二部を廃止し、フレックス（昼夜開講制）を導入。
- 2007年（平成19年） - 工学部をシステム理工学部・環境都市工学部・化学生命工学部へ再編。

## 学部組織
化学生命工学部
- 化学・物質工学科
  - マテリアル科学コース
  - 応用化学コース
  - バイオ分子化学コース
- 生命・生物工学科
  - 生命科学コース
  - 生物工学コース

## 大学院
理工学研究科
- 化学生命工学専攻/総合理工学専攻
  - 化学・物質工学分野
  - 生命・生物工学分野

## 関連組織
- 関西大学先端科学技術推進機構 (ORDIST)

## 交通アクセス
- 阪急電鉄千里線「関大前駅」下車